# 尚普雷塔
尚普雷塔（葡萄牙語：Chã Preta）是巴西阿拉戈斯州的一个市镇。总面积201平方公里，总人口7536人，人口密度37.5人/平方公里。